# М'яке і пухнасте
«М'яке і пухнасте» — збірка віршів для дітей українського поета Івана Андрусяка, що вийшла 2010 року у видавництві «Грані-Т» (Київ) у видавничій серії «Сучасна дитяча поезія».
Книжку проілюструвала художниця Надія Дойчева.
Вірші, що увійшли до збірки «М'яке і пухнасте», написані у 2003–2009 роках. Спершу вони здобули популярність із публікацій у дитячих журналах «Соняшник», «Ангелятко», «Ангеляткова наука», «Пізнайко» та ін.; у колективних збірниках та антологіях (зокрема: Зелене Око. Антологія української поезії для дітей / Упоряд., передм., довідки про авт. І. Лучука. — Тернопіль: Навчальна книга — Богдан, 2008); а найбільше — в інтернеті після того, як автор на власному сайті розмістив текст рукопису з попередньою назвою «Чакалка» (від неї автор пізніше відмовився у зв'язку з виходом його повісті «Стефа і її Чакалка»).
Критика називає вірші збірки «М'яке і пухністе» «версифікаційно вигадливими, сповненими внутрішнього мелосу, асоціативної гри та цікавих свіжих образів», відзначає «глибоке розуміння автором душевних станів, інтересів і клопотів своїх маленьких героїв і читачів».
«У цих віршах багато сміху, жартів, пустощів і кумедних пригод, однак завжди переважає „м'яке і пухнасте“ — любов і доброта», — мовиться у видавничій анотації до книжки.
У 2011 році збірка Івана Андрусяка «М'яке і пухнасте» вийшла у видавництві «Грані-Т» шрифтом Брайля.
У 2013 році вийшло друге, змінене й виправлене видання збірки «М'яке і пухнасте».
Кілька пісень на вірші Івана Андрусяка зі збірки «М'яке і пухнасте» написав відомий український співак, композитор і продюсер, лідер гурту «НеДіля» Едуард Діля Приступа. Три з них увійшло до диску пісень для дітей «Віршолюбики» (2013): «Буль і ням» у виконанні гурту «Мед Хедс»; «Колискова» у виконанні Тоні Матвієнко; «Мухомори» у виконанні Олега Кєнзова.

## Відгуки критики
Антоніна Ящук:
|  | Книжки віршів Івана Андрусяка не ризикують загубитися в багатому й різноманітному світі сучасної української поезії для дітей. Узявши до рук «М'яке і пухнасте», «Звірячу абетку» чи «Зайчикову книжечку», неможливо покласти їх назад на полицю книгарні: відчуваєш, що ці книжки треба терміново нести додому й читати власному малюкові, бо в них не вірші-одноденки, яких нині видається дуже багато, а тексти, що стануть улюбленими і залишаться з дитиною надовго. Надовго – бо вірші ці не такі вже й дитячі… Тобто задоволення від текстів отримають читачі різного віку. Дворічні малюки насолоджуватимуться ритмікою та «ігровою» формою віршиків, чотирирічні потоваришують із веселими героями книжок, а молодші школярики оцінять тонкий гумор автора, який про все пише «з примруженим оком». Батькам також має сподобатися Андрусякова м’яка іронія. |

Маргарита Стручок:
|  | Ці вірші добре «чуються» і «бачаться». А це важливо для дитячої поезії. Слухати дитячу поезію Андрусяка – це майже як дивитись мультики. Тільки приємніше. |

Наталя Марченко:
|  | Збірочка Івана Андрусяка – це насамперед глибоко батьківська поезія. Мало хто із сучасних авторів так щиро й відкрито декларує свою зануреність у родинне буття, глибинну духовну дотичність до щоденних клопотів дітей. Напевно, це і є ота справжня біблійна чоловіча відповідальність за свій рід перед Богом, коли найменші дитячі переживання стають для батька духовним досвідом і поетичним відкриттям світу. Саме ця свіжість і незамутненість поетової розмови з дітьми й привертає читача. Бо лише поряд зі справжнім Татом – великим, надійним і незрадливим – може бути по-справжньому м’яко й пухнасто… |